# Мъже без работа
„Мъже без работа“ е български игрален филм (драма) от 1973 година на режисьора Иван Терзиев, по сценарий на Николай Никифоров. Оператор е Румен Георгиев. Музиката във филма е композирана от Георги Генков.
Сюжетът разглежда група пътностроителни работници в изолиран планински район, които трябва да изчакат доставка на материали в продължение на няколко дни, и техните взаимоотношения помежду им и с местните жители. Главните роли се изпълняват от Стефан Пейчев, Катя Паскалева, Стефанос Гулямджис, Меглена Попова.

## Състав

### Актьорски състав
| Изпълнител           | Роля                                                          |
| -------------------- | ------------------------------------------------------------- |
| Стефан Пейчев        | бай Стамен Американеца, бригадирът на асфалтовата бригада     |
| Катя Паскалева       | Христина (Тинчето), телефонистка в пощата и самотната вдовица |
| Меглена Попова       | Димана, жената на Цанко                                       |
| Антон Карастоянов    | Цанко, шофьорът на валяка от асфалтовата бригада              |
| Стефанос Гулямджис   | Жельо Кръстев, работник от асфалтовата бригада                |
| Валентин Гаджоков    | Марин, работник от асфалтовата бригада                        |
| Георги Бахчеванов    | Сали, работник от асфалтовата бригада и цигулар               |
| Живка Донева         | Иглика                                                        |
| Никола Тодев         | кметът на селото                                              |
| Иван Аршинков (дете) | Ваньо, синът на вдовицата Христина                            |
| Никола Добрев        |                                                               |
| Стефка Сариева       |                                                               |
| Мария Палагачева     |                                                               |
| Григор Мерджанов     |                                                               |
| Никола Джубров       |                                                               |

### Творчески и технически екип
| Сценарий           | Николай Никифоров                                                                              |
| Режисьор           | Иван Терзиев                                                                                   |
| Оператор           | Румен Георгиев                                                                                 |
| Художник           | Недю Недев                                                                                     |
| Музика             | Георги Генков                                                                                  |
| Редактор           | Иван Дечев                                                                                     |
| Звукооператори     | Емил Павлов Панайот Велков                                                                     |
| Костюми            | Дора Николова                                                                                  |
| Грим               | Богдана Караянева Лефтера Недева                                                               |
| Монтаж             | Весела Хаджипетрова                                                                            |
| Асистент-режисьори | Ани Йорданова Румен Марков Орлин Филипов Васил Щерев Галина Шаралиева Румяна Рунева            |
| Асистент-оператори | Светослав Мечкуевски Красимир Григоров Пламен Галинов Христо Герасимов Павел Павлов            |
| Фотографи          | Йосиф Кривошиев Соня Мирчева                                                                   |
| Комбинирани снимки | Богомил Петков                                                                                 |
| Организатори       | Тодор Тодоров Иван Петков Цанко Цанов                                                          |
| Консултанти        | Райчо Андреев Крум Лазаров                                                                     |
| Директор           | Христо Каранешев                                                                               |
| Distributed by     | Българска кинематография Студия за игрални филми Творчески колектив „ХЕМУС“ /Copyright © 1972/ |